# Cyryl Vogel
Cyryl John Vogel (ur. 15 stycznia 1905 w Pittsburghu, zm. 4 października 1979) – amerykański biskup rzymskokatolicki, prałat, biskup Saliny od 1965 roku do swojej śmierci w 1979 roku.
Cyryl Vogel urodził się jako przedostatni z dziesięciorga rodzeństwa w rodzinie Henry’ego i Mary Agnes (z domu Foley) Vogel. Po ukończeniu Uniwersytetu św. Ducha Duquesne w Pittsburghu, zaczął studia w Seminarium Św. Wincentego w Latrobe. Święcenia kapłańskie przyjął z rąk biskupa Hugh Charlesa Boyle’a 7 czerwca 1931 roku.
Vogel początkowo posługiwał jako wikary w jednej z parafii w Pittsburgu, zanim został proboszczem w kościele Najświętszego Serca w Sagamore w 1950 roku. Był w tym czasie również dyrektorem ds. nauczania dorosłych i członkiem diecezjalnego trybunału. Kiedy w 1951 roku erygowana została diecezja Greensburg, kościół Najświętszego Serca został włączony pod jej jurysdykcję. Vogel kierował również kościołem Świętego Jana Chrzciciela de la Salle w Delmot oraz kościołem Świętej Rodziny w Latrobe. Przez cały ten okres pozostawał kanclerzem diecezji. w 1960 roku został mianowany wikariuszem generalnym.
10 kwietnia 1965 roku Vogel został wybrany przez papieża Pawła VI na biskupa diecezji Salina. Przyjął sakrę biskupią 17 czerwca w Katedrze Najświętszego Sakramentu w Greensburgu z rąk biskupa Williama G. Connare oraz biskupów koncelebransów Georga L. Leecha i Vincenta Leonarda. 25 czerwca został wprowadzony na urząd przez arcybiskupa Edwarda Józefa Hunkelera.
Vogel uczestniczył w ostatniej sesji soboru watykańskiego II, którego postanowienia miał za zadanie wprowadzić na terenie swojej diecezji. Za jego kadencji miało miejsce powołanie wielu diecezjalnych instytucji, rad parafialnych oraz stowarzyszeń mających na celu poprawę warunków socjalnych duchownych diecezji. Jako biskup wzniósł również nowe świątynie w Hays, Minneapolis (1967), Clyde (1969), Hoxie i Washington (1979).
Vogel zmarł na atak serca w swojej rezydencji biskupiej w mieście Salina.